# Carola Wolle
Carola Wolle, geb. Weber (* 18. November 1963 in Heilbronn-Sontheim), ist eine deutsche Unternehmerin und Politikerin (AfD). Seit März 2016 ist sie Abgeordnete im Landtag von Baden-Württemberg.

## Leben
Wolle ist Diplom-Kauffrau und führt in Heilbronn ein Dienstleistungsunternehmen für Steuerungstechnik im Bereich Heizung und Klima mit drei Mitarbeitern. Sie ist evangelisch, hat einen Sohn und wohnt in Beilstein.

## Politik
Wolle ist seit 2013 Mitglied der Alternative für Deutschland. Sie ist seit Juni 2014 Mitglied im Vorstand des AfD-Kreisverbandes Heilbronn und seit Juli 2015 Mitglied im Vorstand des Landesverbandes Baden-Württemberg. Wolle wurde bei der Landtagswahl in Baden-Württemberg 2016 mit 18,7 Prozent der Stimmen über ein Zweitmandat im Wahlkreis Neckarsulm in den Landtag von Baden-Württemberg gewählt. Sie gewann zusätzlich ein zweites Mandat im Wahlkreis Hechingen-Münsingen, welches an ihren Ersatzbewerber Hans Peter Stauch ging. Bei der Landtagswahl 2021 konnte sie erneut über ein Zweitmandat im Wahlkreis Neckarsulm in den Landtag einziehen.

## Positionen
In einem Interview mit dem Schwarzwälder Bote distanzierte sich Wolle von „rechter und linker Gewalt“, „nationalsozialistische Ideen seien nicht akzeptabel“. Die Forderung im AfD-Programm, den Massenzustrom „größtenteils nicht integrierbarer, kulturfremder Menschen“ zu beenden, relativierte sie insofern, als für sie eine Akzeptanz der Grundwerte Migrationsvoraussetzung ist. Als Kernthema nannte sie gegenüber dem Boten eine Steigerung der Geburtenrate. Bei den Maßnahmen hierzu sah sie eine klare geschlechterspezifische Aufgabenteilung: Müttern stellte sie Unterstützung in finanzieller Form oder mittels Betreuungsangeboten in Aussicht, Väter und deren Rolle in der Kinderbetreuung blieben unerwähnt.
Die Heilbronner Stimme sah in Analyse des Wahlkampfs von Wolle und ihren AfD-Kollegen das gezielte Setzen auf Ängste in der Bevölkerung, wobei Wolle mit einem rüden Ton und dem Stilmittel der Übertreibung z. B. durch Ausdrücke wie „Migranten-Rotte“ und nachweislich falschen Anschuldigungen gegenüber arabischstämmigen Personen um ihre Wählerklientel warb. Die Stimme kommt zu der Auffassung, dass Wolle sich in ihren Wahlkampfthemen primär auf die Flüchtlingsfrage konzentriert und dabei geflüchteten Menschen pauschal steigende Kriminalität zuschreibt.

## Schriften
- Carola Wolle: Carola Wolle. 11. Kapitel. In: Stephan Schwarz (Hrsg.): Mutfrauen. Erfolgreich mit Qualität. Ohne Quote. Ohne Quatsch. Mit einem Geleitwort von Beatrix von Storch. 2. Auflage. Gerhard-Hess-Verlag, Uhingen 2025, ISBN 978-3-87336-856-9, S. 47–53 (Inhaltsverzeichnis).